# Mestre Paulo dos Anjos
José Paulo dos Anjos (Estância, 15 de agosto de 1936 - Salvador, 26 de março de 1999), também conhecido como Mestre Paulo dos Anjos, foi um capoeirista brasileiro, considerado um nome importante da história da capoeira.

## Biografia e história na capoeira
Paulo dos Anjos mudou-se para Salvador aos cinco anos de idade na rua Ubaranas, onde conheceu um capoeirista do grupo do Mestre Bimba pela primeira vez. Depois, se mudou para Matatu e mais tarde para Quintas das Beatas (hoje Cosme de Farias), iniciando na prática da capoeira com Mestre Canjiquinha em 1950. Posteriormente, em 1963, passa a ensinar a capoeira na academia de Mestre Gato Preto, anteriormente localizada no bairro Engenho Velho da Federação mas depois no mirante do Calabar. Ele também participava das rodas de capoeira com Mestre Pastinha em Salvador.
Após se mudar de Salvador para a Ilha de Itaparica, em meados da década de 1960, ele continua seu ensino da capoeira, sendo Mestre Jaime o seu primeiro aluno por lá e posteriormente Mestre Jorge Satélite.
Entre os anos de 1975 e 1980 ele foi para a cidade paulista de São José dos Campos, de onde pode trazer certas estruturas de graduação para a capoeira angola baiana. Dentre seus alunos, uma parte se declara como angoleira, como os mestres Jaime de Mar Grande e Renê Bittencourt, e outros já praticam capoeira de uma forma mais aberta, em diálogo com outros estilos, como os mestres Jorge Satélite, Amâncio, Jorge Encruzilhada e Tonho.
Em 1978, venceu o campeonato de Capoeira, promovido no Ginásio do Pacaembu, na capital paulista. Já em 1980, ele retorna a Salvado e passa a inflenciar no movimento de conscientização dos capoeiras na luta por melhores condições de trabalho.
A partir de 1985, começam a ser realizados os Encontros de Capoeira Mestre Paulo dos Anjos. Os eventos aconteciam na Ilha de Itaparica, os quais reuniam uma parcela expressiva da capoeiragem baiana da época.
Integrou, a partir de 1987, a Associação Brasileira de Capoeira Angola (ABCA) e acumulou seu trabalho na Capoeira com as atividades de funcionário público, na prefeitura de Salvador.
Também na década de 1980, Paulo dos Anjos cria a Associação Cultural de Capoeira Grupo Anjos de Angola Academia em Salvador, focada em disseminar a cultura afro-brasileira com direcionamento na educação sociocultural de crianças, jovens e adultos, tendo como base a capoeira. 
A partir de 1990, parte da descendência do Mestre Paulo dos Anjos (coordenada por Mestre Renê Bittencourt), por meio da Associação de Capoeira Angola Navio Negreiro (ACANNE), inicia a organização dos Encontros dos Guardiões da Capoeira Angola da Bahia, reunindo diversos mestres antigos na Fazenda Grande do Retiro, região periférica de Salvador, contribuindo também para a revitalização da capoeira.
Muitos de seus alunos são hoje, professores e mestres. Alguns possuem academias próprias em Salvador e em São Paulo: Virgílio do Retiro, Jaime de Mar Grande, Jorge Satélite, Pássaro Preto, Amâncio, Neguinho, Renê, Alfredo, Djalma, Galego, Mala, Josias, Cabeção, Jequié, Feijão, Vital e Al Capone, dentre outros.
Faleceu em Salvador em 26 de março de 1999, onde morava, vítima de uma infecção hospitalar contraída durante uma cirurgia em num hospital local.

## Homenagens
Em 5 de junho de 2005, é criado o Colégio Estadual Mestre Paulo dos Anjos em Salvador, em homenagem ao Mestre que é considerado um educador pelo seu  trabalho de valorização da capoeira como uma expressão cultural brasileira.
No município paulista de Jacareí, foi instituída em 2022 uma lei em homenagem a Paulo dos Anjos no Dia Municipal da Capoeira, celebrado dia 26 de março.
Em 2024 estreou o documentário Dessa arte eu sei um pouco, dirigido pelo cineasta e também capoeirista Cled Pereira, no qual os mestres Rene Bittencourt, Jorge Satélite e Jaime de Mar Grande prestam uma homenagem ao seu antigo mestre Paulo dos Anjos.